# Protocalliphora beameri
Protocalliphora beameri is een vliegensoort uit de familie van de bromvliegen (Calliphoridae). De wetenschappelijke naam van de soort is voor het eerst geldig gepubliceerd in 1989 door Sabrosky, Bennett, Whitworth.